# 熊津
熊津（웅진）是百济中期的首都名字，它的位置在今天韓國公州市，位於首都首爾以南150公里。百濟語发音为古莫那羅（곰나루），韩语中意为熊，意为渡口。
475年，高句麗长寿王南扩占领百济旧都慰禮城（今首尔）。同年冬季，百济文周王迁都熊津。西元538年，百濟聖王將都城自熊津（今公州市）遷移至泗沘。660年 唐朝灭亡百济，并在百济故地建立设置了5个都督府：“熊津、马韩、东明、金涟、德安五都督府”，纳入唐王朝直接管理。但随着后来的百济复国运动，唐朝在665年把五个都督府统一合并为熊津都督府。罗唐战争后，唐朝最终退出朝鲜半岛。熊津被统一新罗并入版图之中，新罗在熊津州設置都督府。757年，改称熊川。高麗時改称公州，即今公州市。

## 百濟熊津遷都史料
- 『三国史記』百済本紀・文周王即位年（475年）10月条。
- 『三国遺事』王暦・文周王条作「移都熊川」。
- 『日本書紀』雄略天皇21年（477年）春3月条作「天皇聞。百濟為高麗所破、以久麻那利賜汶洲王、救興其國」。